# Kikai (vulkaan)
De Kikai, ook wel Kikaicaldera (鬼界カルデラ; kikai-karidera), is een onder water gelegen caldera met een diameter van 19 km, gelegen bij de Japanse Osumi-eilanden, in de prefectuur Kagoshima.
De caldera vormt het restant van een enorme vulkaan die rond 4350 v.Chr. bij een eruptie (met een Vulkanische-explosiviteitsindex van 7) is geëxplodeerd. Tijdens die uitbarsting bereikten gloedwolken het 100 km verderop gelegen Kyushu en viel vulkanische as naar beneden tot op Hokkaido. De uitbarsting was een van de drie zwaarste op aarde in de laatste 10.000 jaar.
De Kikai is ook tegenwoordig nog actief. Kleinere uitbarstingen vinden regelmatig plaats; de laatste dateren van 2005.